# 威化F系列
Waco F系列是一款威化飛機公司於1930年代開發的通用航空/軍用雙翼教練機系列。

## 發展

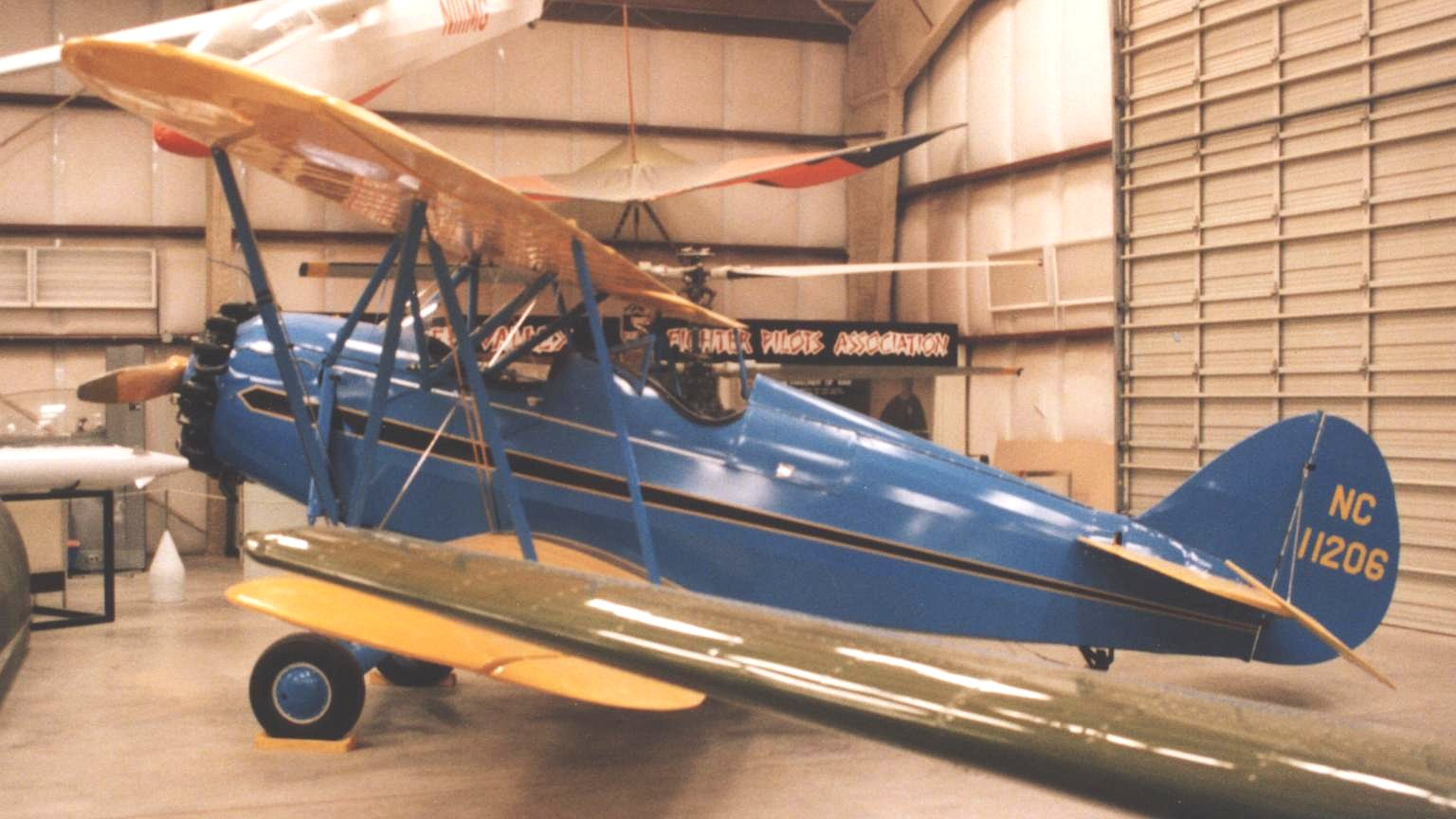
展示於皮馬航空航天博物館的1931年Waco RNF

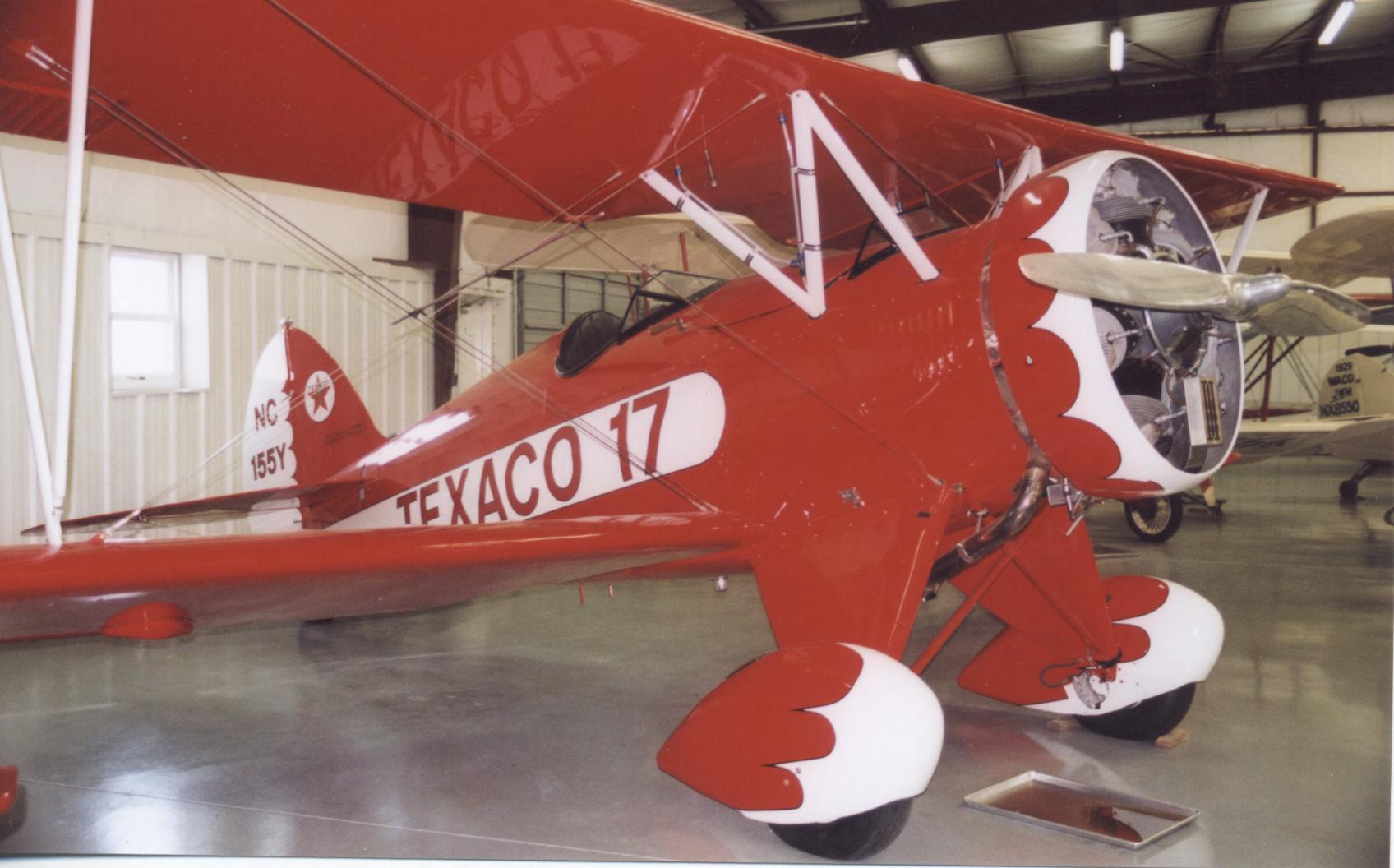
展示於歷史飛行器維修博物館的1932年Waco UBF

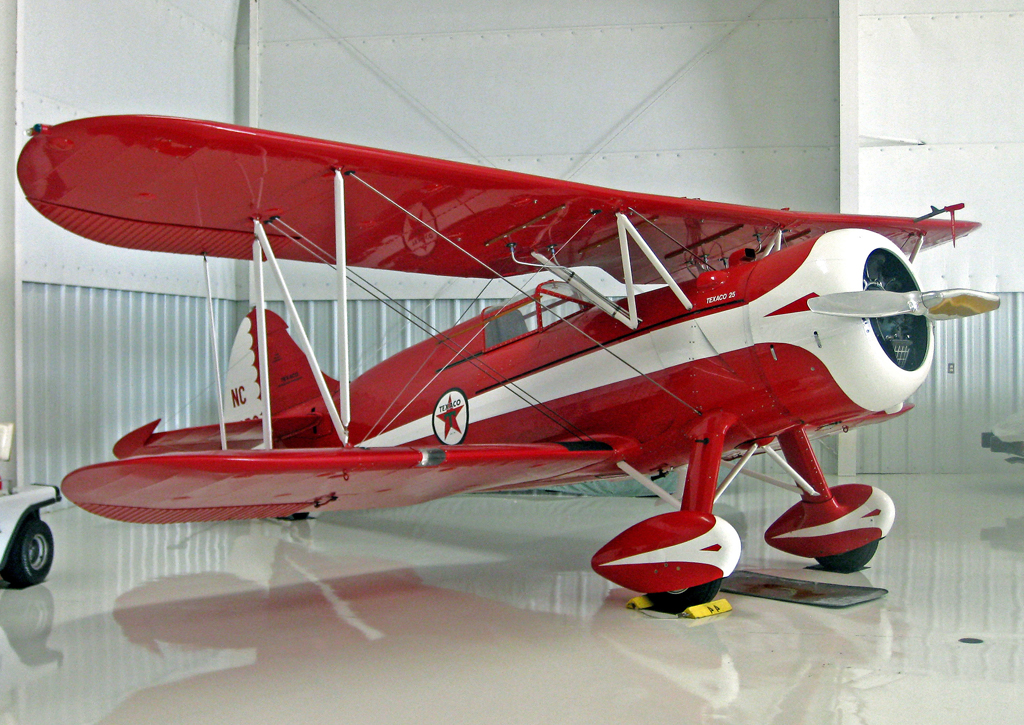
為德士古石油公司建造的 Waco ZPF-6 三座公務機。該機位於佛羅里達州賽百靈並仍然處於適航階段

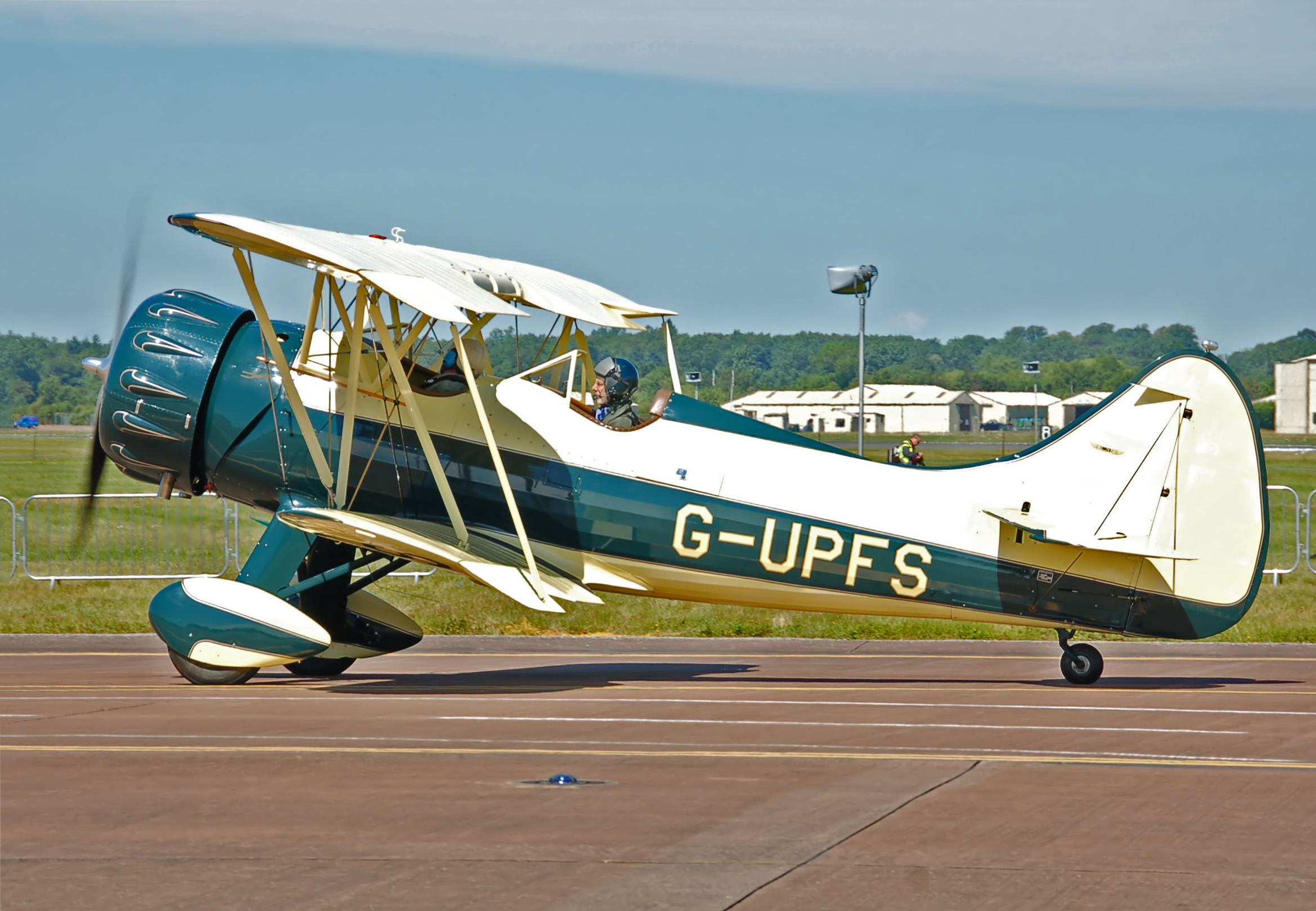
建造於1941年的UPF-7，剛抵達位於英格蘭的2014年英國皇家國際航空展

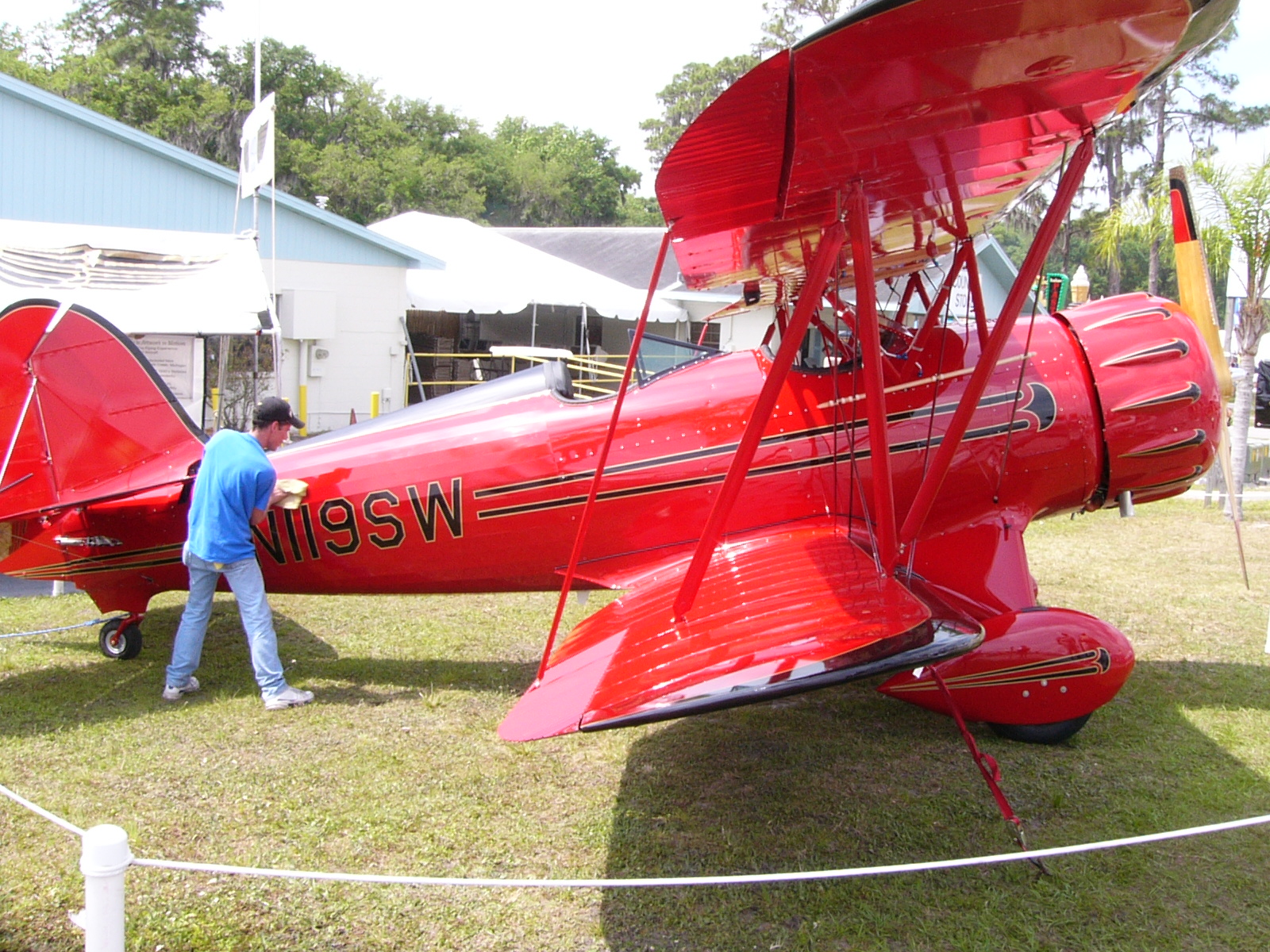
一架於2006年由威化經典飛機公司製造新款的YMF-F5C位於Sun 'n Fun

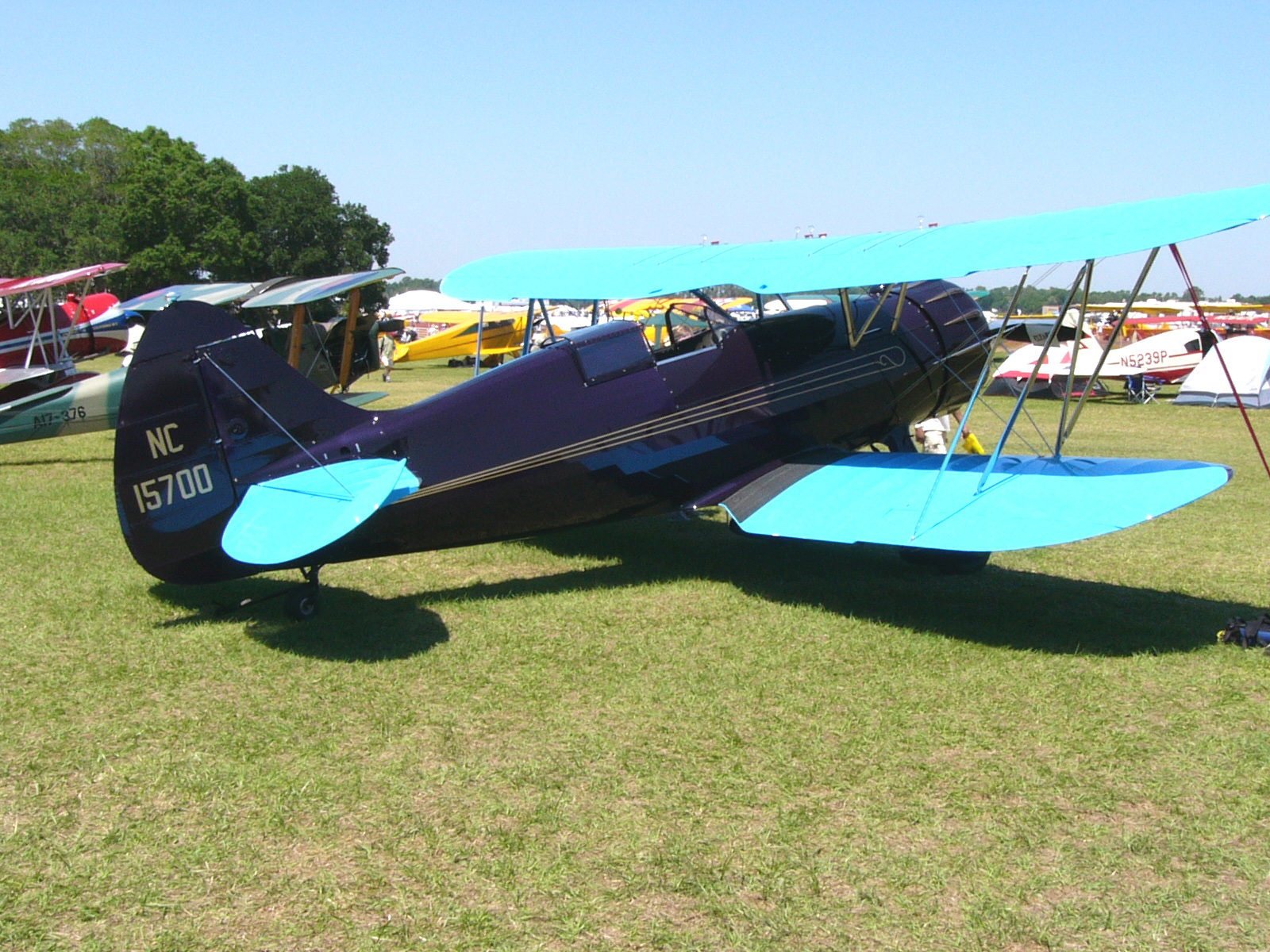
同上，位於Sun 'n Fun的Waco YPF

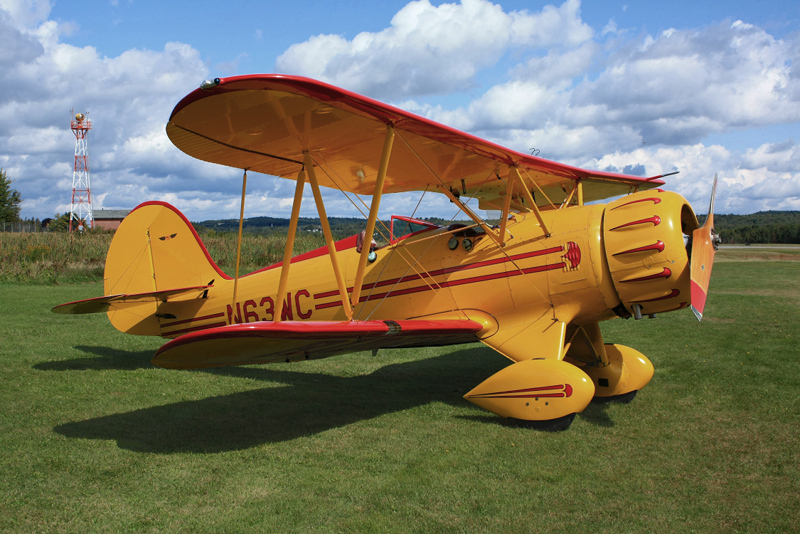
漢考克縣-巴爾港機場的YMF-5C

威化的「F」系列雙翼機主要就是取代原先的「O」系列。「F」系列的機身較「O」系列小，且重量也輕約450英磅（200），然而座位同樣是前後串聯駕駛艙的雙/三人座位。在新型發動機的幫助下，雖然機身較小，但性能與「O」系列不相上下。
初期型號包括INF（125 hp（93 kW）的Kinner發動機）、KNF（100 hp（75 kW） 的Kinner發動機）和RNF（110 hp（82 kW）的Warner Scarab發動機），這些型號都配備了外部支撐的尾輪起落架。隨後推出了許多配備更強大發動機的子型號，功率高達225 hp（168 kW）。其中，動力最強大的型號是1936/37年的ZPF，主要用於運輸高級行政人員。
「F」系列雙翼機因其適合體育運動和其他用途而受到私人飛行員的歡迎，並在1930年代後期繼續生產。其中，串聯座艙的UPF-7用於民間飛行員訓練計劃，並一直生產到1942年，當時產量已經超過600架。
1934年的YMF型號進行了大幅重新設計，將機身加長加寬的同時，也配備更大的方向舵和變更部分結構，並於1986年3月由位於密歇根州蘭辛的威化經典飛機公司開始生產，並命名該型號為YMF-5。截至2017年，該公司已經生產超過150架YMF-5，並且仍在根據客製訂單生產新機型。
而位於俄亥俄州的俄亥俄州威化飛機公司到2011年12月已經製造了三架複製機，並將之命名為MF。

## 型號
按照年代順序大致列出（根據Simpson, 2001, 第573頁）。型號名稱中的第一個字母指的是所安裝的發動機類型。從1936年起，威化公司在型號後添加年份後綴，例如YPF-6、YPF-7，其中數字代表機型年份的最後一位數。
INF125 hp（93 kW） Kinner B-5，1930年8月2日獲得ATC#345認證
KNF100 hp（75 kW） Kinner K-5，1930年4月12日獲得cATC#313認證
RNF110 hp（82 kW） Warner Scarab，1930年4月7日獲得ATC#311認證
PCF170 hp（130 kW） Jacobs LA-1以及新的交叉支撐起落架，PCF-2於1931年10月2日獲得ATC#473認證
PBFB翼版本的PCF
QCF165 hp（123 kW） 大陸A70，QCF-2於1931年4月9日獲得ATC#416認證
UBF210 hp（160 kW） 大陸R-670
UMF210 hp（160 kW） 大陸R-670A以及加長加寬的機身以及更大的尾翼
YMF225 hp（168 kW） Jacobs L-4
YPF-6 and YPF-7225 hp（168 kW） Jacobs L-4
ZPF-6 and ZPF-7285 hp（213 kW） Jacobs L-5
UPF-7串聯座位教練機，配備寬距起落架和220 hp（160 kW）的大陸R-670發動機（美國陸軍航空兵團將其命名為PT-14）

### 威化的經典款重置
YMF-51986年由威化經典飛機公司基於YMF重新製造的型號
YMF-5D於2009年升級過的YMF-5
YMF-5F裝配Aerocet 3400浮筒的兩棲版本YMF-5

### 軍用版本
JW-1
兩架美國海軍的UBF，編號為XJW-1，用於執行海軍的空中掛鉤飛船寄生飛機計劃（skyhook airship parasite aircraft program）
PT-14
美國陸軍航空兵團版本的UPF-7

## 軍事用戶
- 瓜地馬拉空軍[9]

 美国
- 美國陸軍航空兵團[10]
- 美國海軍[11]

### 書目
- Green, William; Pollinger, Gerald.  3rd. Macdonald & Co. (Publishers) Ltd. 1965.
- Simpson, Rod. . Airlife Publishing. 2001. ISBN 1-84037-115-3.
- Sloot, Emile; Hornstra, Luc. . Air International. Vol. 56 no. 1. January 1999: 55–58.
- Swanborough, F. G.; Bowers, Peter M. . London: Putnam. 1963.
- Swanborough, Gordon; Bowers, Peter M.  Second. London: Putnam. 1976. ISBN 0-370-10054-9.

## 外部連結
- 维基共享资源上的相關多媒體資源：威化F系列